# Eliseo Mouriño
Eliseo Víctor Mouriño (* 3. Juni 1927 in Buenos Aires; † 3. April 1961 in Nevado de Longaví) war ein argentinischer Fußballspieler. Mit der Nationalmannschaft seines Heimatlandes nahm er an der Fußball-Weltmeisterschaft 1958 teil.

## Karriere

### Vereinskarriere
Eliseo Mouriño begann seine fußballerische Laufbahn im Jahre 1948 bei CA Banfield in der gleichnamigen Stadt in der Provinz Buenos Aires. Bei Banfield, das damals nicht zu den größten Vereinen Argentiniens zählte und seinen ersten Meistertitel erst ein halbes Jahrhundert später gewinnen sollte, blieb Mouriño bis ins Jahr 1953, als er sich den Boca Juniors aus Argentiniens Hauptstadt Buenos Aires anschloss. Mit den Boca Juniors gewann er einmal die argentinische Meisterschaft. In der Spielzeit 1954 belegte die Mannschaft um Mouriño, Francisco Lombardo und Julio Musimessi den ersten Platz in der Primera División mit vier Punkten Vorsprung vor CA Independiente aus Avellaneda. Der Titelgewinn 1954 blieb allerdings die einzige nationale Meisterschaft, die Eliseo Mouriño in seiner Karriere gewinnen konnte. 1960 endete seine Zeit bei den Boca Juniors schließlich und er unterschrieb einen Vertrag in Chile bei CD Green Cross, einem mittlerweile nicht mehr existierenden Verein aus Santiago de Chile. Zu einem Einsatz für seinen neuen Verein kam es nicht mehr. Eliseo Mouriño starb noch vor seinem ersten Spiel für Green Cross bei einem Flugzeugabsturz mit LAN-Chile-Flug 210, bei dem insgesamt acht Spieler des Vereins ums Leben kamen. Er wurde nur 33 Jahre alt.

### Nationalmannschaft
In der argentinischen Fußballnationalmannschaft wurde Eliseo Mouriño zwischen 1952 und 1959 21 Mal eingesetzt. Von Argentiniens Nationaltrainer Guillermo Stábile, selbst 1930 Mitglied der argentinischen Mannschaft bei der ersten Fußball-Weltmeisterschaft, wurde er ins Aufgebot der Südamerikaner für die Fußball-Weltmeisterschaft 1958 in Schweden berufen. Bei dem Turnier kam er allerdings nicht zum Einsatz. Währenddessen schied seine Mannschaft bereits in der Vorrunde als Gruppenletzter in einer Gruppe mit Deutschland, Nordirland und der Tschechoslowakei aus. Zuvor hatte Eliseo Mouriño mit Argentinien bereits an zwei Südamerikameisterschaften teilgenommen, die jeweils von der argentinischen Auswahl siegreich gestaltet wurden. Bei der Copa América 1955 in Chile wurde man Erster vor Gastgeber Chile, vier Jahre darauf in Peru belegte man den ersten Rang vor dem amtierenden Fußball-Weltmeister Brasilien.